# アナル語
アナル語（Anal）は、シナ・チベット語族のクキ・チン諸語に属する言語で、インドおよびミャンマーの一部で用いられている。

## 言語名別称
- Namfau

## 概要
この言語の話者は、インドおよびミャンマーに分布しており、話者総数はおよそ23000人である。この言語を第一言語として利用している民族には、インドのマニプル州南西部とミャンマー北西部に暮らすアナル族と、インドのモヨン族（Bujur族）があり、話者数の内訳はインドのアナル族が13000人、ミャンマーのアナル族が7000人、インドのモヨン族が2300人である。
言語学的な調査により、Laizo方言とMalshom方言の2種類のアナル語方言が存在することが知られている。

## 参考
- “Anal language”. Global Recordings Network. 2009年12月23日閲覧。
- “Anal language”. JOSHUA PROJECT. 2009年12月23日閲覧。